# 十文字峠
十文字峠（じゅうもんじとうげ）は、長野県南佐久郡川上村と埼玉県秩父市の境、奥秩父にある峠。標高1,962m。
江戸時代以前より武蔵国と信濃国を結ぶ街道として往来があり、交易や善光寺・三峰神社への参拝に使われた。
中央分水嶺でもあり、埼玉県側は荒川、長野県側は千曲川の流域である。
埼玉県側斜面に、十文字小屋がある。登山道であり、自動車の通行は不可能。
長野県側の梓山の毛木平から登ると、2時間余りで辿り着く。コメツガ、シラベの樹林がある。5月末から6月にはシャクナゲが咲く。